# شون بيتس
شون بيتس (بالإنجليزية: Shawn Bates)‏ هو لاعب هوكي جليد أمريكي، ولد في 3 أبريل 1975 في ميدفورد في الولايات المتحدة.

## وصلات خارجية
- شون بيتس على موقع دوري الهوكي الوطني (الإنجليزية)
- شون بيتس على موقع EliteProspects.com (الإنجليزية)
- شون بيتس على موقع Eurohockey.com (الإنجليزية)
- شون بيتس على موقع HockeyDB.com (الإنجليزية)
- شون بيتس على موقع Hockey-Reference.com (الإنجليزية)